# Гетело
Гетело (нім. Getelo) — громада в Німеччині, розташована в землі Нижня Саксонія. Входить до складу району Графство Бентгайм. Складова частина об'єднання громад Юльзен.
Площа — 20,24 км2. Населення становить 505 ос. (станом на 31 грудня 2021).